# Rave (EP)
Rave je tretji extended play slovenske alternativne rock skupine Siddharta, izdan leta 2005. Poleg pesmi vključuje tudi videospot pesmi Rave ter posnetek iste pesmi v živo na koncertu na Centralnem stadionu v Ljubljani.

## Seznam pesmi
Vse pesmi sta napisala Tomi Meglič in Tomaž Okroglič-Rous.
| Št.             | Naslov                    | Dolžina |
| --------------- | ------------------------- | ------- |
| 1.              | „Rave‟ (radijska verzija) | 3:59    |
| 2.              | „Rave‟ (albumska verzija) | 4:42    |
| 3.              | „Rave‟ (Umek RMX)         | 6:11    |
| 4.              | „Rave‟ (verzija v živo)   | 4:57    |
| 5.              | „Etna‟ (albumska verzija) | 4:26    |
| Skupna dolžina: | Skupna dolžina:           | 24:15   |

## Zasedba

### Siddharta
- Tomi Meglič — vokal, kitara
- Primož Benko — kitara
- Boštjan Meglič — bobni
- Cene Resnik — saksofon
- Jani Hace — bas kitara
- Tomaž Okroglič Rous — klaviature in programiranje

### Dodatna pomoč
- Petar Pašić — režija videospota za Rave
- Interplan — režija posnetka v živo za Rave
- Robert MacKenzie in Grant Austin — trening vokalov